# Samue

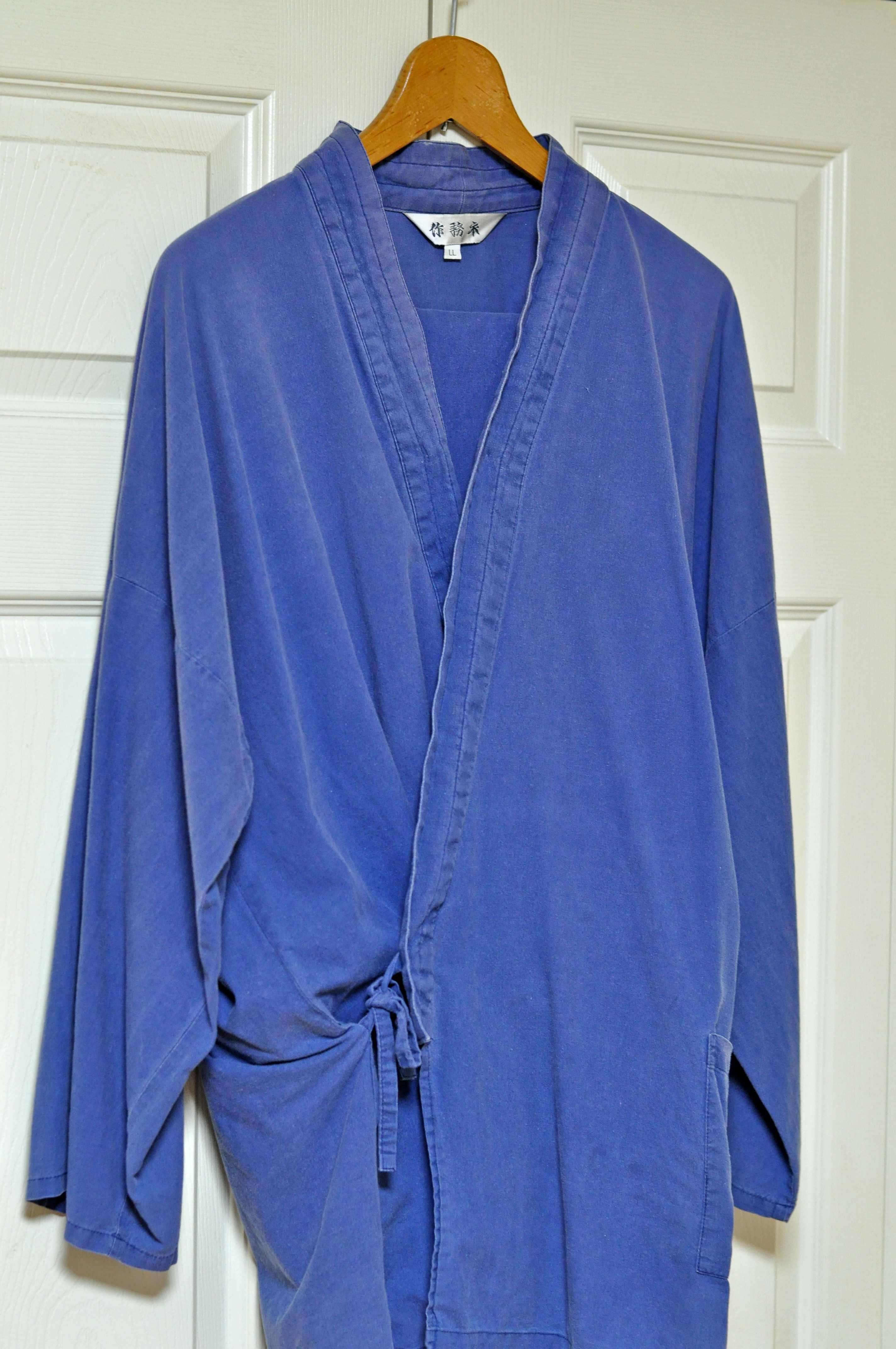
Samue

Il samue (作務衣?) è il tradizionale abito da lavoro dei monaci zen giapponesi.
Realizzato in cotone o in lino, e tradizionalmente tinto di colore marrone o indaco, per distinguerlo da altri capi più formali, i samue sono utilizzati dai monaci per eseguire lavori manuali, come manutenzioni dei templi o lavori in campagna. In anni più recenti, i samue sono diventati popolari come abbigliamento casual o da lavoro. I suonatori di shakuhachi, per via della storica associazione di tale strumento con il buddismo, sono soliti indossare il samue.